# Dicyan
Dicyan ist eine giftige, gasförmige chemische Verbindung. Sie besteht aus zwei durch eine Einfachbindung verbundenen Cyanid-Gruppen. Kurz wird sie auch als Cyan oder Zyan bezeichnet.

## Geschichte und Vorkommen
Dicyan wurde wahrscheinlich zum ersten Mal 1782 durch Carl Wilhelm Scheele synthetisiert, als er Blausäure untersuchte. Definitiv wurde es 1802 synthetisiert, als Chlorcyan hergestellt wurde. Der französische Chemiker Joseph Louis Gay-Lussac beschrieb 1816 die Herstellung von Dicyan durch eine trockene Destillation von Quecksilber(II)-cyanid. Noch vor der als solche allgemein anerkannten ersten Synthese einer organischen Substanz (Harnstoff, Friedrich Wöhler, 1828) gelang F. Wöhler die Synthese von Oxalsäure durch Hydrolyse von Dicyan (1824).
Dicyan wurde 1910 im Schweif des damals wiederkehrenden Halleyschen Kometen nachgewiesen.

## Gewinnung und Darstellung
Im Labor wird Dicyan durch Erhitzung von Quecksilber(II)-cyanid oder Silbercyanid dargestellt, die Komplexsalze Dicyanidoargentat(I), K[Ag(CN)2] und Tetracyanidomercurat(II) K2[Hg(CN)4] verhalten sich gleichsinnig.	
{\displaystyle \mathrm {2\ AgCN\longrightarrow (CN)_{2}+2\ Ag} }
{\displaystyle \mathrm {Hg(CN)_{2}\longrightarrow (CN)_{2}+Hg} }
Ebenfalls findet im Labor die Darstellung durch Eintropfen einer konzentrierten Natrium- oder Kaliumcyanidlösung auf fein gepulvertes Kupfersulfat oder eine konzentrierte Lösung desselben Anwendung:
{\displaystyle {\ce {4 NaCN + 2 CuSO4 -> (CN)2 + 2 Na2SO4 + 2 CuCN}}}
Auch Kupfer(II)-Salze können als Oxidationsmittel verwendet werden. In Gegenwart von Cyanidsalzen werden diese zu Dicyan oxidiert und das Kupfer zu Tetracyanocuprat(I) reduziert.
{\displaystyle \mathrm {2\ CuCl_{2}+10\ KCN\longrightarrow 2\ K_{3}[Cu(CN)_{4}]+(CN)_{2}+4\ KCl} }
Gold(III)-Salze in Wasser reagieren ebenfalls als starke Oxidationsmittel gegenüber Cyaniden unter Bildung von Kaliumdicyanidoaurat(I).
{\displaystyle \mathrm {AuCl_{3}+4\ KCN\longrightarrow K[Au(CN)_{2}]+(CN)_{2}+3\ KCl} }
Dicyan entsteht bei allen Elektrolysen von Cyaniden oder Cyanidokomplexen durch anodische Oxidation bei pH 4–6 an inerten Platin-Elektroden, der Mechanismus ähnelt dem der Kolbe-Elektrolyse.
Technisch wird es durch die Oxidation von Blausäure gewonnen, wobei gewöhnlich Chlor an einem aktivierten Siliciumdioxid-Katalysator oder Stickstoffdioxid an Kupfersalzen verwendet wird. Dicyan wird auch aus Stickstoff und Ethylen unter Einwirkung elektrischer Entladungen gebildet.

## Eigenschaften
Dicyan ist ein lineares Molekül mit einer Bindungslänge von 116,3 pm (C–N) bzw. 139,3 pm (C–C). Die C–C-Bindung ist mit einer Dissoziationsenergie von 603(21) kJ/mol die stärkste bislang bestimmte C–C-Einfachbindung.
Dicyan ist ein farbloses und giftiges, stechend-süßlich riechendes Gas mit einem Siedepunkt von −21 °C. Es verbrennt mit sehr heißer (4800 K in reinem Sauerstoff), rot-violetter Flamme. Dicyan verhält sich chemisch ähnlich wie ein Halogen und wird daher als Pseudohalogen bezeichnet.
Es löst sich wenig in Wasser und disproportioniert dabei langsam zu Cyanwasserstoff und Cyansäure, in alkalischer Lösung bilden sich deren Salze.
{\displaystyle \mathrm {(CN)_{2}+H_{2}O\longrightarrow HCN+HCNO} }
Dicyan polymerisiert bereits am Sonnenlicht oder beim Erhitzen zu festem, braunschwarzem Paracyan.
Dicyan bildet mit Luft leicht entzündliche Gemische. Der Explosionsbereich liegt zwischen 3,9 Vol.‑% (84 g/m3) als untere Explosionsgrenze (UEG) und 36,6 Vol.‑% (790 g/m3) als obere Explosionsgrenze (OEG).
Der kritische Punkt liegt bei einer Temperatur von 126,5 °C und einem kritischen Druck von 5,98 MPa.
Die Verdampfungsenthalpie von Dicyan beträgt bei einem Druck von 1013 hPa 448 kJ/kg.